# Zachwiejów
Zachwiejów – wieś w Polsce położona w województwie podkarpackim, w powiecie mieleckim, w gminie Padew Narodowa, nad rzeką Babulówką.
| SIMC    | Nazwa    | Rodzaj    |
| ------- | -------- | --------- |
| 0803503 | Czachory | część wsi |
| 0803510 | Malarki  | część wsi |
| 0803526 | Rusinów  | część wsi |
| 0803532 | Smykle   | część wsi |

W latach 1975–1998 miejscowość administracyjnie należała do województwa tarnobrzeskiego.
Miejscowość jest siedzibą rzymskokatolickiej Parafii Najświętszej Maryi Panny Królowej Polski.